# Kapela sv. Florjana, Žižki
Kapela svetega Florjana je v kraju Žižki, župniji Črenšovci in Občini Črenšovci. Kapelica stoji v središču vasi.

## Zgodovina in opis
Do leta 1936 je stala na tem mestu majhna kapelica sv. Florjana. Zaradi majhnosti v njej niso mogli opravljati maše. Zato so začeli v letu 1937 zidati novo, večjo kapelo v čast istemu svetniku, da se bo lahko v njej maševalo ob proščenju in ob pogrebih. Denarne prispevke so začeli zbirati že v letu 1935 in jih zbirali vse do leta 1940. Kapelo so gradili z lastnimi sredstvi. Delo je opravil Matija Čurič, zidarski mojster iz Žižkov. Blagoslovitev kapele je bila v maju leta 1938.
Skozi sedemdesetletno zgodovino je bila kapela večkrat na novo popleskana. Na pročelju je bila dodana slika brezjanske Matere Božje in v zadnjih treh nišah podobe sv. Antona, sv. Jožefa Delavca in sv. Terezije Velike.
V letu 1992 so kapelo obogatili z zvonom, ki je posvečen sv. Florjanu. Blagoslovljen je bil na cvetno nedeljo, 12. aprila 1992. Zadnja temeljita obnova kapele je potekala v letih 2002 - 2003, pod strokovnim vodstvom akademskega slikarja Štefana Hauka. Notranjost kapele je na novo poslikal, restavriral pa je tudi kip sv. Florjana ter na pročelju izdelal mozaik v čast sv. Florjanu. Po načrtih istega umetnika je domači mizar in dolgoletni ključar te kapele Štefan Hanc izdelal podstavek za kip sv. Florjana in nova vhodna vrata. Nov mozaik in temeljito prenovljeno kapelo je blagoslovil sedanji dekan lendavske dekanije Lojze Kozar ob Florjanovem shodu 4. maja 2003.

## Arhitektura
Neogotska kapelica z zvonikom iz leta 1936. Pod zvonikom je trikotno čelo z upodobitvijo Marije z detetom.